# Agonia della notte: I sotterranei della libertà
Agonia della notte (Os Subterràneos da Liberdade II. Agonia da Noite) è la seconda parte della trilogia I sotterranei della libertà, pubblicata dallo scrittore brasiliano Jorge Amado nel 1954.
In italiano I sotterranei della libertà è stato tradotto da Daniela Ferioli e pubblicato da Einaudi in tre volumi, nel 1998, 2001 e 2002. Agonia della notte è pubblicato come volume singolo in varie lingue: spagnolo e francese

## Trama
Sono passati vari mesi dal golpe di Getulio Vargas e i fatti si svolgono nel 1938 inoltrato. Al porto di Santos è in corso una serie di episodi che sfociano in un grande sciopero, promosso dal Partito Comunista Brasiliano. La causa dei malumori dei lavoratori portuali è una nave che deve essere caricata di caffè, destinato in regalo al generale Franco in Spagna. Vi sono molti scontri con la polizia (Barros è stato inviato da San Paolo): dapprima si tratta di provocazioni e infiltrati nelle riunioni, in seguito un portuale viene ucciso per errore e il suo funerale è il pretesto per violenze, cariche e sparatorie. Nell'occasione muore, calpestata dai cavalli, Inàcia, la giovane moglie incinta di Dorotéu (sono entrambi attivisti molto impegnati) e il suo corpo in agonia è raccolto e portato in ospedale da Marcos da Souza. L'architetto, fino ad allora solo simpatizzante, dopo questi fatti decide di impegnare la sua vita alla causa comunista.
Intanto, nell'interno, dove opera Gonçalo, i fittavoli di Venâncio Florival, da tempo immemorabile abituati a sopraffazioni di ogni sorta, cominciano ad acquisire una coscienza dei loro diritti, grazie soprattutto a due giovani che hanno persino imparato a leggere per migliorare e comprendere di più la società che li circonda. Essi si chiamano Nestor e Claudionor, zelanti a diffondere la causa comunista tra gli agricoltori. Per merito di questo lavoro capillare, avvengono sabotaggi sugli accampamenti posti da tecnici statunitensi, allo scopo di sfruttare il manganese di cui la regione è ricca. Il rischio però è altissimo, tanto più che lo sciopero di Santos si è concluso con l'attacco dell'esercito e persino con la fucilazione di alcuni soldati restii ad attaccare il popolo.
Durante questi fatti, i membri dell'alta società di San Paolo sono tutti a Santos, per una serie di feste in albergo e sulla spiaggia. Paulo è con la fidanzata, nipote della Commendatrice Da Torre, ma scopre l'amore di Marieta Vale e i due divengono amanti. Fa parte della compagnia anche Marcos da Souza, il quale però comincia a vedere in modo diverso quelli che in teoria sono suoi amici: in realtà sono gli artefici del suo benessere, perché gli dànno lavoro e lui è un dipendente privilegiato, non di più. L'uomo prende con molta discrezione le distanze dal gruppo. Quando, a causa dell'aggravarsi delle condizioni del Ruivo, membro della direzione comunista, vi è necessità di una casa per curarlo senza rischi, Marcos non esita a mettersi a disposizione e fa conoscere il suo mutamento di pensiero a Mariana, che attende un figlio, ma non si risparmia per il partito. In seguito, Mariana perderà il bambino, saltando da un tram in corsa, perché riteneva che qualcuno la pedinasse.
L'eco dei fatti di San Paolo arriva anche in Spagna, dove sta combattendo il tenente Apolinàrio. Dopo una giornata di agguati e dopo aver scoperto i cadaveri di una giovanissima in un aranceto e dei suoi genitori in casa, il soldato pensa con rimpianto alla sorella e a Mariana. Alcuni rumori sospetti lo inducono a mettersi in guardia, ma, anziché incontrare altre truppe franchiste, trova un combattente ferito, Franta Tyburec, di nazionalità cecoslovacca. I due fanno amicizia e a sera Franta porta un vecchio giornale in cui si parla dei disordini di Santos.
Manuela Puccini si è staccata dalla famiglia, in particolar modo da Lucas, impegnatissimo a fare carriera e soldi. Vive in una casa che Paulo le ha arredato, ma si accorge che l'amore del giovane non è ormai che un ricordo. Sempre assente, e irretito da Marieta, Paulo non ha la decenza di chiarire le cose con Manuela e si affida per questo compito al poeta Shopel. La ragazza, resasi conto che il suo amore è stato calpestato sotto promesse insincere, ha verso Paulo una reazione imprevista: rifiuta con sdegno la proposta di rimanere amanti clandestini e lo caccia via senza accettare compromessi. Avendo un'arte, decide di affrontare il dolore con il duro lavoro e si appoggia all'amicizia di Shopel.
Cacciato dal Partito, Saquila con un piccolo gruppo, si prefigge di fondare un partito parallelo e in tal modo riesce ad ingannare molte persone che, simpatizzanti, devolvono denaro alla causa. Tuttavia il commissario Barros non si lascia incantare dalle dichiarazioni dei seguaci di Saquila e si rende conto di essere lontano dallo stroncare il vero partito comunista, tali e tante sono le precauzioni prese dai suoi membri per difendere la segretezza delle identità e la sicurezza delle persone. In questo clima scoppia il tentativo di colpo di stato per deporre Getulio Vargas, ad opera di seguaci di Armando Sales e integralisti fascisti di Plinio Salgado. L'azione fallisce miseramente e gli artefici, catturati, sciorinano i nomi di una grande quantità di persone compromesse. Ciò comporta una generale rimozione di funzionari e ufficiali dai loro posti: Artur Carneiro Macedo da Rocha diviene improvvisamente ministro e suo figlio Paulo assurge a promessa della diplomazia nazionale.
Anche Lucas Puccini trae grandi vantaggi dalla situazione. Allontanatosi da Manuela, un giorno la trova affranta: la giovane era rimasta incinta prima di lasciare Paulo e ora, dopo averlo informato della gravidanza, ne era stata respinta con l'invito ad abortire. Appresa la cosa, Lucas ha una reazione inconcepibile per la povera ragazza, perché anch'egli auspica un aborto, in quanto la presenza del bambino e lo scandalo infrangerebbero tutte le sue ambizioni. Inorridita, Manuela cede al fratello ed entra in una clinica. Qui conosce Mariana, reduce da un'appendicite, che la conforta e le fa conoscere Marcos da Souza. Queste nuove conoscenze convincono Manuela che, pur irrimediabilmente ferita dalle persone che amava, forse ci sono ancora possibilità di sostegno e solidarietà: accetta con gratitudine l'amicizia di Mariana e Marcos. Riprende il lavoro e Lucas, venuto a vederla, comprende di aver sacrificato il suo affetto più prezioso, perché Manuela è decisa a sopravvivere alle cattiverie di Paulo e sue.

## Personaggi
Porto di Santos
- Dorotéu, sempre chiamato il negro Dorotéu, scaricatore al porto e attivista del Partito Comunista.
- Inàcia, sempre chiamata negra Inàcia, giovane moglie di Dorotéu, cameriera in un albergo di lusso, nessuno sospetta che sia un'accesa comunista.
- Oswaldo, membro della direzione sindacale del porto.
- Josino Ramos, reporter.

Piantagione di Venâncio Florival
- Nestor, venticinque anni, vive con il nonno, impara a leggere e scrivere. Convinto comunista, sta preparando alle nuove idee i braccianti e i coloni sfruttatissimi del padrone.
- Claudionor, ha un ruolo analogo a quello di Nestor. I due differiscono per il colore della pelle: meticcio chiaro Nestor, mulatto scuro Claudionor.
- Gonçalão (José Gonçalo), attivista compromesso e condannato pesantemente, si nasconde tra i nativi di Rio Salgado

Personaggi dell'alta società di San Paolo del Brasile
- Artur Carneiro Macedo da Rocha, diplomatico e ministro, ha un gran nome, ma modeste ricchezze.
- Paulo, figlio di Artur, giovane diplomatico.
- José Costa Vale, amico di Artur, banchiere molto ricco e avveduto.
- Marieta Costa Vale, moglie di José, è innamorata di Paulo.
- Venâncio Florival, ricchissimo produttore di caffè, pronto a reprimere scioperi e qualsiasi forma di rivendicazione da parte dei lavoratori.
- Commendatrice da Torre, proprietaria di fabbriche e imprese varie, molto ricca, ma salita da una condizione assai modesta.
- Marcos da Sousa, architetto molto apprezzato dalla buona società di San Paolo, in segreto simpatizza per il Partito Comunista, al quale si avvicina sempre più.

Attivisti del PCB
- João, nome sotto il quale si nasconde un giovane, ma importante dirigente. Marito di Mariana.
- Mariana de Azevedo, ex operaia, staffetta del nucleo comunista di San Paolo. Moglie di João, dal quale attende un figlio.
- Ruivo, altro membro di elevata responsabilità nel PCB. È molto malato di polmoni.

Altri personaggi
- Lucas Puccini, ventisei anni, membro del Ministero del lavoro alle dipendenze di Eusebio Lima.
- Manuela, sorella minore di Lucas. Si è fatta un nome come ballerina grazie alla relazione che ha con Paulo, ma il giovane la vuole lasciare per contrarre un ricco matrimonio.
- César Guilherme Shopel, poeta gradito al regime e accolto abitualmente nell'alta società.
- Barros, nominato capo dell'Ordem Política e Social (dipartimento di polizia politica) con sede a San Paulo.
- tenente Apolinário, militare dedito alla causa comunista, cacciato dall'Esercito e costretto ad espatriare in Spagna, dove combatterà contro le truppe del generale Franco.

## Jorge Amado e Jan Drda
Nel romanzo, l'incontro tra Apolinàrio Rodrìgues e Franta Tyburec è scaturito da un incontro realmente avvenuto tra Jorge Amado e lo scrittore Jan Drda. Entrambi scrivevano un romanzo sulla guerra civile spagnola. Ecco come, nell'unica nota al capitolo primo, viene spiegata  l'origine di questo episodio:

## Edizioni in italiano
- Jorge Amado, Agonia della notte: I sotterranei della libertà, trad. di Daniela Ferioli. Mondolibri, Milano 2001
- Jorge Amado, Agonia della notte: I sotterranei della libertà, traduzione di Daniela Ferioli, Einaudi, Supercoralli, Torino 2001 ISBN 88-06-15458-3; ISBN 978-88-06-15458-5